# Pseudectatosia strandiella
Pseudectatosia strandiella là một loài bọ cánh cứng trong họ Cerambycidae.